# Buccellato
Pour les articles homonymes, voir Buccellato (homonymie).
Le buccellato (du bas latin buccellatum, « biscuit ») est un gâteau italien d'origine sicilienne associé à la fête de Noël. En sicilien, il se nomme cucciddatu ou cudduredda selon les régions.

## Caractéristiques

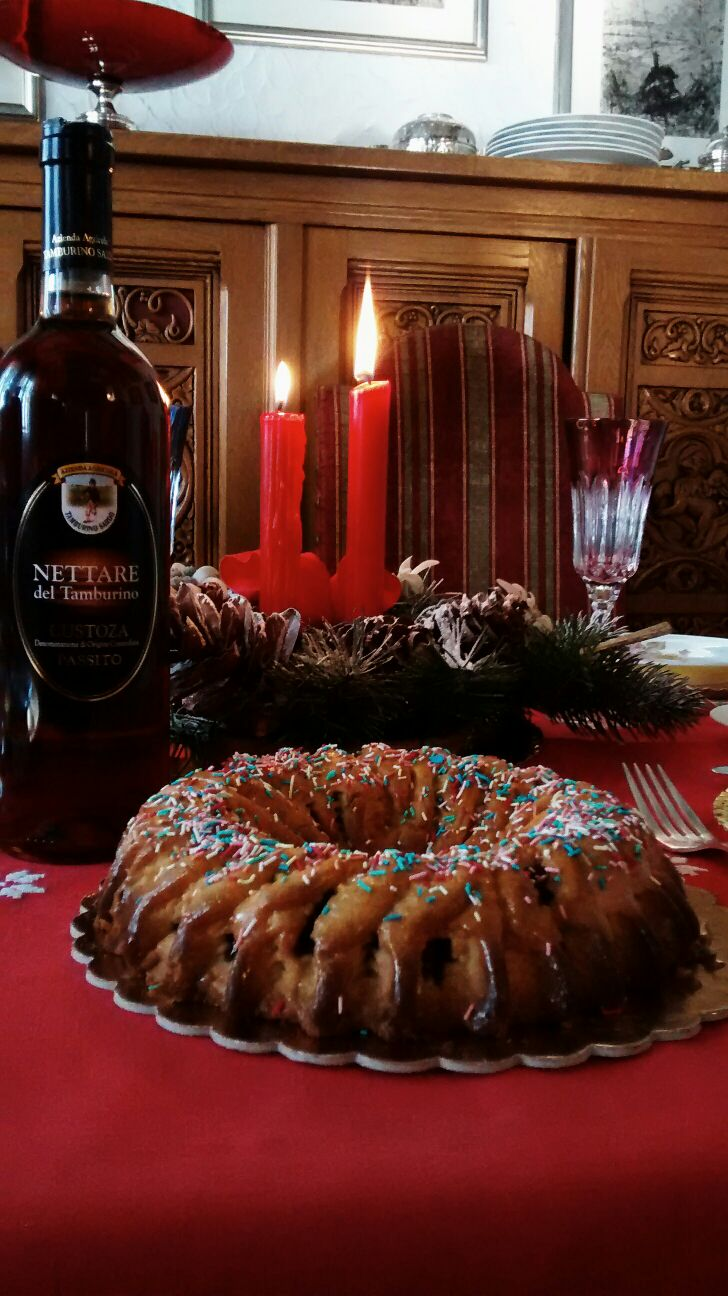
Buccellato décoré de pépites de sucre.

De forme circulaire et à base de pâte sucrée, le buccellato est une pâtisserie traditionnelle typique de la Sicile. Il figure dans la liste des Produits agroalimentaires traditionnels de Sicile publiée par le ministère des Politiques agricoles, alimentaires et forestières italien (MIPAAF).
Il en existe plusieurs variantes locales, comme le buccellato de Collesano dans la province de Palerme ou encore, sur le continent, le buccellato di Lucca.